# Otto Reuther
Otto Wilhelm Reuther (* 21. März 1890 in Achselschwang; † 1973) war ein deutscher Hochschullehrer (Wirtschaftswissenschaftler) und Schriftsteller.

## Leben
Nach dem Abitur 1909 am Wilhelmsgymnasium München studierte Reuther in München Staatswissenschaft.
Seine Dissertation Die Entwicklung der Augsburger Textilindustrie erschien 1914. Reuther wirkte als Hochschullehrer an der TH München. Reuther trat zum 1. Mai 1933 der NSDAP bei (Mitgliedsnummer 3.213.066). Nach dem Zweiten Weltkrieg wirkte er weiter als apl. Professor für Betriebswirtschaftslehre an der TH München. 1957 wurde er zum Leiter des Deutschen Instituts für Film und Fernsehen (DIFF) berufen, was einen Richtungsstreit zwischen einer wissenschaftlichen und einer mehr filmpraktischen Ausrichtung des Instituts auslöste und zum öffentlichkeitswirksamen Rücktritt vieler Dozenten führte. Reuther trat Ende 1958 in den Ruhestand, der Trägerverein des DIFF wurde aufgelöst und das DIFF inhaltlich sowie personell reorganisiert.
Reuther verfasste eine Dorfgeschichte zur Ammersee-Region Der Goggolore (1935), die nach seinem Tod Michael Ende zum Libretto der Oper Der Goggolori (1984) inspirierte. Ein Versuch der Erben Reuthers, gegen diese Übernahme vorzugehen, blieb vor dem Bundesgerichtshof (Urteil vom 7. Juli 1990, Az. I ZR 191/88) erfolglos.
Reuther schrieb Libretti für den Komponisten Cesar Bresgen.